# Regno di Vidin

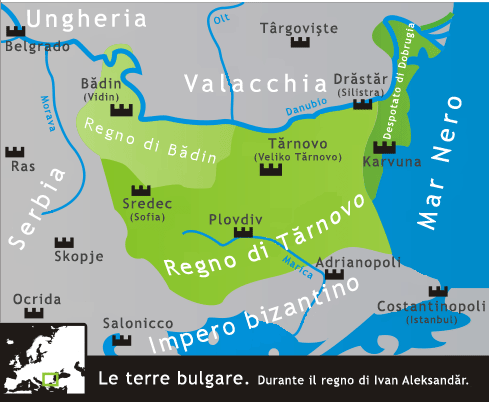
Il regno di Vidin, indicato nella mappa come regno di Bădin, in verde chiaro

Il Regno di Vidin (in bulgaro: Видинско царство, Vidinsko carstvo), o anche Regno di Bădin, era uno stato medievale bulgaro con capitale la città di Vidin nel nord del paese. Nel 1356 lo zar bulgaro Ivan Aleksandăr isolò Vidin dalla monarchia bulgara e nominò suo figlio Ivan Sracimir (1356–1396) come governatore assoluto del dominio di Vidin.
Nel 1365 lo Stato venne occupato da crociati ungheresi, ma l'occupazione durò poco. Nel 1369 una campagna bulgaro-valacca espulse i militari ungheresi, ma nel 1393 l'intera Bulgaria cadde sotto il potere dell'impero ottomano. Ciò porto alla fine dell'impero medievale bulgaro. Vidin era rimasta l'unica regione ancora controllata da un popolo bulgaro e non dagli invasori ottomani.
Gli ottomani conquistarono in breve il principato di Karvuna, Prilep e Velbažd. L'indipendenza del Regno di Vidin durò poco. Nel 1396, Sracimir contribuì all'esercito formato dalle nazioni slave per tentare di rovesciare il potere dell'impero ottomano. Dopo la sconfitta di Nicopoli, cadde sotto la sfera d'influenza degli ottomani guidati da Bayezid I. Però alcuni autori moderni ritengono che il Regno di Vidin sia sopravvissuto fino al 1422, governato dal figlio di Sracimir, Costantino II.

## Fonti
- (EN) John V.A. Fine, Jr., The Late Medieval Balkans, Ann Arbor, Università del Michigan, 1987, ISBN 0-472-08260-4.
- (BG) Plamen Pavlov, Car Konstantin II Asen — poslednijat vladetel na srednovekovna Bǎlgarija, LiterNet.
- (BG) Ivan Tjutjundžiev, Plamen Pavlov, Bǎlgarskata dǎržava i osmanskata ekspanzija 1369–1422, Veliko Tǎrnovo, 1992, OCLC 29671645.
- (BG) Cenata na provincialnoto mislene. Sam voinǎt ne e voin, in Bǎlgarite i Bǎlgarija, Ministry of Foreign Affairs of Bulgaria, Trud, Sirma, 2005. URL consultato il 12 novembre 2007 (archiviato dall'url originale il 10 novembre 2005).